# سینمای هلند
سینمای هلند (هلندی: Nederlandse cinema) به صنعت فیلم در هلند اشاره دارد. از آن‌جا که صنعت فیلم هلند کوچک است و تقریباً هیچ بازار بین‌المللی برای این فیلم‌ها وجود ندارد، فیلم‌ها به بودجه دولتی متکی هستند. این بودجه می‌تواند از طریق صندوق فیلم هلند یا شبکه‌های پخش عمومی تأمین شود. در سال‌های اخیر، دولت هلند چترهایی مالیاتی برای حمایت از فیلم‌سازی خصوصی در هلند ایجاد کرده‌است. اولین فیلم هلندی، فیلم ماهی‌گیر آشفته اثر ماخیل هندریکوس لاده (۱۸۹۶) است. از فیلم‌سازان مطرح هلند می‌توان به مایک فان دیم، تئودور ون گوگ، مرلین گوریس، فونس رادماکرس و پل ورهوفن اشاره کرد. از میان برخی از مشهورترین فیلم‌های هلندی می‌توان به انیمیشن پدر و دختر، هلندی سرگردان، آنتونیا، مصاحبه، مارینا، ۱–۹۰۰ و راحت‌الحلقوم اشاره کرد.